# Вим Кифт
Вилем Корнелис Николас „Вим” Кифт (рођен 12. новембра 1962) је холандски бивши професионални фудбалер који је играо као нападач. Кифт је постао коментатор 2001. године, повремено се појављујући у емисији о фудбалу Voetbal Inside.
Плодан голгетер чија је главна предност била способност шута, играо је у својој земљи за два најважнија клуба, Ајакс и ПСВ Ајндхофен. Играо је и у иностранству, у Италији и Француској.
Кифт је играо за холандску репрезентацију, и био је члан екипе која је освојила Европско првенство 1988. Такође је представљао нацију на Светском првенству 1990.

## Клупска каријера
Рођен у Амстердаму, Кифт је започео професионалну каријеру у локалном ФК Ајаксу, дебитујући у првом тиму 4. маја 1980, са непуних 18 година. Међу његовим омладинским саиграчима били су Франк Рајкард, Џон ван'т Схип, Марко ван Бастен и Гералд Ваненбург. У своје прве две пуне сезоне постигао је запањујући број голова, посебно у периоду 1981–82, када је у исто толико утакмица постигао 32 гола, што је било пресудно да тим стекне титулу Ередивизије, а он добије европску награду Златна копачка.
Са само 20 година Кифт је продат италијанском клубу Пиза Калчо, постигавши само три гола 1983-84. Помогао је тосканској екипи да се одмах пласира у Серију А, али је имао лош учинак у првом колу, са тим клубом и са следећим, ФК Торино.
У лето 1987, Кифт се вратио у своју земљу и потписао за ПСВ Ајндховен. Његов утицај био је непосредан, јер је његов нови тим освојио троструки трофеј, укључујући и европски куп у сезони, где је он постигао погодак из пенала против ФК Бенфика (0-0 после 120 минута). До ових признања допринео је са укупно више од 30 голова, био је најбољи у такмичењу; такође је био један од пет европских играча који су икада постигли подвиг победивши на четири такмичења - три са својим клубом и једно са националним тимом - исте године, а остали су саиграчи Бери ван Аерле, Ханс ван Бреукелен, Роналд Куман и Ваненбург.
Кифт је своје друго и последње искуство у иностранству доживео 1990. године, придруживши се ФК Бордо из Француске и поново неуспешан, вратио се у ПСВ и играо још три сезоне до пензионисања, у просеку постигавши више од 11 голова. Укупно је постигао 158 голова на само 264 меча у врхунској лиги Холандије.
Кифт се придружио ПСВ-у 2009. године, постављен је за помоћног тренера омладинских клубова.

## Међународна каријера
Кифт је свој први куп за Холандију стекао 1981. године. Представљао је национални тим на три велика међународна турнира, Европско првенство 1988, Светско првенство 1990. и Европско првенство 1992.
У првом такмичењу Кифт је три пута играо за шампионе, увек као замена у другом полувремену: 18. јуна 1988, након што је заменио Ервина Коемана, постигао је погодак у 82. минуту меча победе од 1:0 групне фазе против репрезентације Републике Ирске, помажући Холанђанима да победе противнике у мечу и заврше на другом месту у Групи 2 како би обезбедили пласман у полуфинале.
Кифт је играо четири пута на другом турниру, одржаном у Италији, почевши од познатог противника, Ирске, и пронашавши мрежу у ремију 1:1 против Египта.

## Каријера после пензионисања и лични живот
Након пензионисања, Кифт је радио као фудбалски стручњак за телевизијске канале Спорт1 и РТЛ, прославивши се као коментатор у популарној фудбалској емисији Voetbal Inside (ВИ). 2016. године Кифт је потписао ексклузивни уговор са компанијом Зиго Спорт. Због овога у почетку није могао да се појави за ВИ столом. Крајем 2018. године Кифт се враћао два пута недељно као гост на ВИ. 2019. године Кифт је потписао трогодишњи уговор са Талпом, што је значило да се вратио њиховом новом програму, Veronica Inside, са истим концептом као и ВИ.
Његов син Робин (рођен 1987) такође је био фудбалер. Након што је похађао Ајакс и омладинске академије ФК Гронинген, играо је искључиво у нижим лигама своје земље.
У својој биографији, објављеној 2014. године, Кифт је признао своју дуготрајну зависност од алкохола и кокаина, која је започела након завршетка каријере, а завршила након третмана одвикавања.

## Награде

### Клуб
- Ередивизија (6): 1979–80, 1981–82, 1982–83, 1987–88, 1988–89, 1991–92.
- Куп Холандије (4): 1982–83, 1987–88, 1988–89, 1989–90; Другопласирани 1979–80, 1980–81.
- Суперкуп Холандије: 1992; Другопласирани 1991.
- Европски куп: 1987–88.
- Серија Б: 1984-85.
- Митропа куп: 1985–86.

### Међународне
Холандија
- Европско првенство УЕФА: 1988.

### Појединачне
- Ередивизија: Најбољи стрелац 1981–82, 1987–88.
- Европска златна копачка: 1982.
- Лига Европе: Најбољи стрелац 1986–87.